# José Querubín Moreno
José Querubin Moreno Moreno (Ventaquemada, 29 de diciembre de 1959) es un atleta colombiano especializado en la marcha atlética, y más concretamente en la prueba de 20 km marcha, actualmente está retirado. 
Fue un marchador de nivel mundial ganando el Campeonato Iberoamericano de 1983 y una medalla de bronce en los Juegos Panamericanos de Caracas del mismo año. Participó en los Juegos Olímpicos de 1984 celebrados en Los Ángeles ocupando un meritorio octavo puesto, y en los Juegos Olímpicos de 1988. También llegó a figurar en el noveno puesto de la lista mundial en el año 1987. Fue plusmarquista de su país en ruta con un tiempo de 1h20´19" realizados en Nueva York el 3 de mayo de 1987, hasta que le fue arrebatado el 15 de agosto de 2009 por su compatriota Luis Fernando López. Esta misma marca actualmente es la quinta mejor marca en el ranking panamericano de todos los tiempos y la de los 20 km en pista con una marca de 1h21´37"2 que es también cuarta mejor marca panamericana de todos los tiempos.
Su hermano Héctor José Moreno también fue un destacado marchador pero especializado en la prueba de 50 km marcha, en la que aún conserva la plusmarca colombiana.
Su entrenador y el de su hermano fue Enrique Peña.